# Makoto Tanaka
Makoto Tanaka (Prefectura de Shizuoka, Japó, 8 d'agost de 1975) és un exfutbolista japonès.

## Selecció japonesa
Makoto Tanaka va disputar 32 partits amb la selecció japonesa.